# Kirche Hanshagen

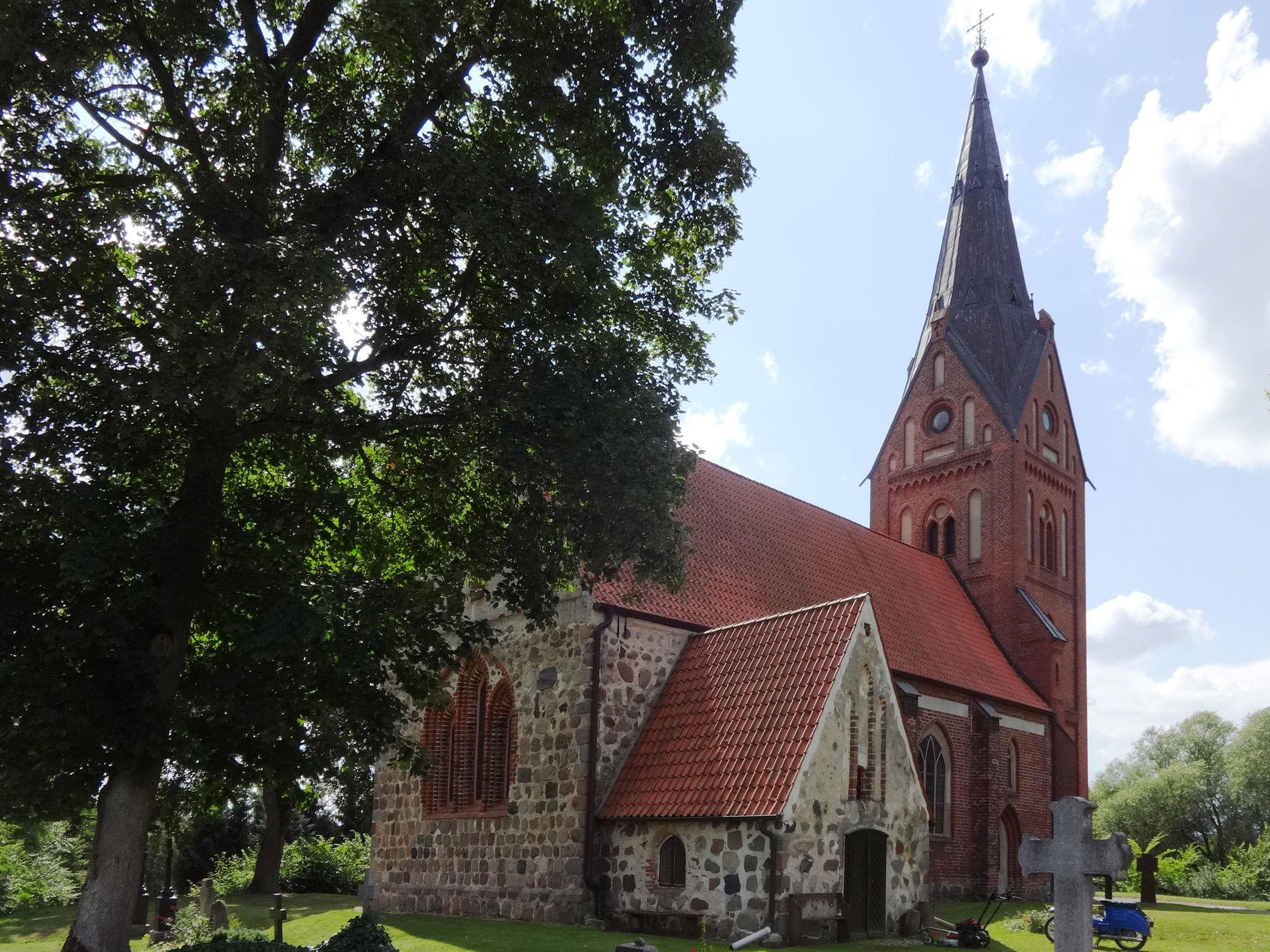
Die Kirche in Hanshagen

Die evangelische Kirche Hanshagen ist eine gotische Saalkirche in der Gemeinde Hanshagen im Landkreis Vorpommern-Greifswald. Die Kirchengemeinde Kemnitz, Hanshagen und Groß Kiesow gehört seit 2012 zur Propstei Demmin im Pommerschen Evangelischen Kirchenkreis der Evangelisch-Lutherischen Kirche in Norddeutschland. Vorher gehörte sie zum Kirchenkreis Greifswald der Pommerschen Evangelischen Kirche.

## Lage
Die Straße des Friedens führt von Südwesten auf den historischen Ortskern. An einer Anhöhe zweigt nach Nordwesten die Obere Bachstraße ab. Die Kirche steht auf einem erhöhten Grundstück südwestlich dieser Kreuzung. Es ist mit einer Mauer aus nicht lagig geschichteten und unbehauenen Feldsteinen eingefriedet.

## Geschichte
Dendrochronologische Untersuchungen am Chor haben ergeben, dass das Holz für den Dachstuhl im Jahr 1257 geschlagen wurde. Der Chor wurde wie in dieser Zeit und für die Region typisch aus Feldsteinen errichtet, ebenso die Nordsakristei. Im Jahr 1366 erweiterten Handwerker das Bauwerk um ein Kirchenschiff. Eine Verzahnung im Chor lässt die Vermutung zu, dass diese Vergrößerung bereits im 13. Jahrhundert geplant wurde. Das Schiff errichteten die Baumeister aus rötlichem Backstein, ebenso die seitlichen Strebepfeiler. Im 15. Jahrhundert erfolgte die ornamentale Gewölbemalerei im Innern des Bauwerks. Eine Restaurierung ist aus dem Jahr 1861 überliefert. Zu dieser Zeit, vielleicht auch erst mit dem Bau des steinernen Turms, wurden vermutlich auch die dreiteiligen Holzfenster neugotisch umgebaut. 1885 erstellten Handwerker nach Plänen des Berliner Architekten Theodor Prüfer den westlichen Kirchturm in der Formensprache der Neugotik und ersetzten damit einen Vorgängerbau aus Holz. Sie nutzten dafür Ziegel, die in Hanshagen gebrannt wurden. 1992 deckten Handwerker den Helm des Turms mit Kupfer neu ein und bauten eine Toilette in die Sakristei ein. In den Jahren 2002 und 2003 erfolgte die Sanierung des Dachstuhls sowie des Kirchendachs. 2006 erneuerten Experten die mittelalterliche Ausmalung der Wände, der Gewölbe sowie des Gestühls. Die Fassade des Chors sowie des Kirchenschiffs wurden 2012 und 2013 von Maurern an der Nord- und Südseite instand gesetzt. 2013 konnte die Orgel restauriert werden.

## Architektur
Die Feldsteine im Chor sind im unteren, östlichen Bereich der Südwand sauber behauen und geschichtet. Nach oben und in westlicher Richtung nimmt die Genauigkeit ab. Dort sind die Steine teilweise unbehauen und lose geschichtet. An der Südseite befindet sich ein rundbogenförmiges Fenster. Es nimmt am östlichen Rand das noch vorhandene Gewand aus Backstein eines deutlich größeren, ebenfalls rundbogenförmigen Fensters auf, das mit Feldsteinen verschlossen wurde. Links neben diesem Fenster befindet sich das gestufte Südportal mit einem Rundstabprofil aus wechselnd rötlich-schwarz glasierten Mauersteinen und einem einfachen Kelchkapitell. Die Ostseite des Chors wurde aus weitgehend gleichmäßig behauenen Feldsteinen errichtet. Hier nimmt die gleichmäßige Schichtung erst im oberen Drittel deutlich ab. Die Dreifenstergruppe ist ebenfalls mit einem gestuften Gewände in die Wand eingelassen und wird von einer gedrückt spitzbogigen Blende umfasst. Der Giebel ist aus Mauersteinen errichtet, die mit einem gräulichen Putz versehen sind. Im Giebel befindet sich eine schmale, mittig angeordnete, bienenkorbförmige Öffnung, darüber eine verputzte kreisförmige Öffnung, die von einem gemauerten Giebelkreuz gekrönt wurde. An der Nordseite des Chors errichteten die Baumeister ebenfalls aus Feldsteinen eine Sakristei. Die Steine sind kaum behauen und ungleichmäßig geschichtet. Der Zugang erfolgt über eine schmale Holztür; darüber befindet sich eine verputzte, dreiteilige und spitzbogenförmige Blende. Dort sind Reste einer Ritzquaderung erkennbar. Das schlichte Satteldach reicht in seiner Höhe bis zur Traufe des Chors.
Das Kirchenschiff aus rötlichem Backstein wurde auf einem Feldsteinsockel errichtet und ist mit zwei Jochen – in der Proportion zum Chor – vergleichsweise kurz. Es wird an der Nord- und Südseite durch je drei zweifach gestufte Strebepfeiler stabilisiert. Dazwischen befinden sich auf der Südseite zwei rundbogenförmige, dreigeteilte Fenster, die im 19. Jahrhundert vergrößert wurden. Sie sind mit einem zweigestuften Gewände aus rötlichem Backstein eingefasst. Oberhalb der Fenster befindet sich in Höhe der Strebepfeiler eine weiß gestrichene, horizontal verlaufende Blende. Auf der Nordseite wurde das westlich gelegene der beiden Fenster zu Gunsten einer darunter liegenden Pforte verkleinert, die im 21. Jahrhundert jedoch vermauert ist.
Der Kirchturm aus Mauerstein kann durch ein hohes, spitzbogenförmiges und dreifach gestuftes Portal von der Westseite aus betreten werden. Er ist mit Ecklisenen gegliedert. Oberhalb des Portals befindet sich ein kreisförmiges Fenster, das in Höhe der Traufe des Kirchenschiffs von einem Konsolfries abgeschlossen wird. In dem darüber liegenden Stockwerk befinden sich an den drei sichtbaren Seiten je ein schmales, spitzbogenförmiges Fenster sowie ein weiterer, schlichter ausgeführter Zahnfries. Im Obergeschoss baute Prüfer an jeder Seite zwei gekuppelte Klangarkaden in ein spitzbogenförmiges Fenster, das von einer kreisförmigen Blende geziert wird. Die Öffnungen werden an jeder Seite von zwei schlanken Putzblenden begleitet. Daran schließt sich der ebenfalls mit Blenden verzierte und mit Kupfer beschlagene, achtseitige Turmhelm an, der von einer Kugel mit Kreuz gekrönt wird.
Ernst von Haselberg gibt als Gesamtlänge des Bauwerks 23,37 Meter an. Es ist 10,67 Meter breit und im Innern 6,81 Meter hoch. Die Maße der Sakristei werden mit 5,08 Meter in der Länge, 4,97 Meter in der Breite bei einer lichten Höhe von 3,29 Meter angegeben.

## Ausstattung

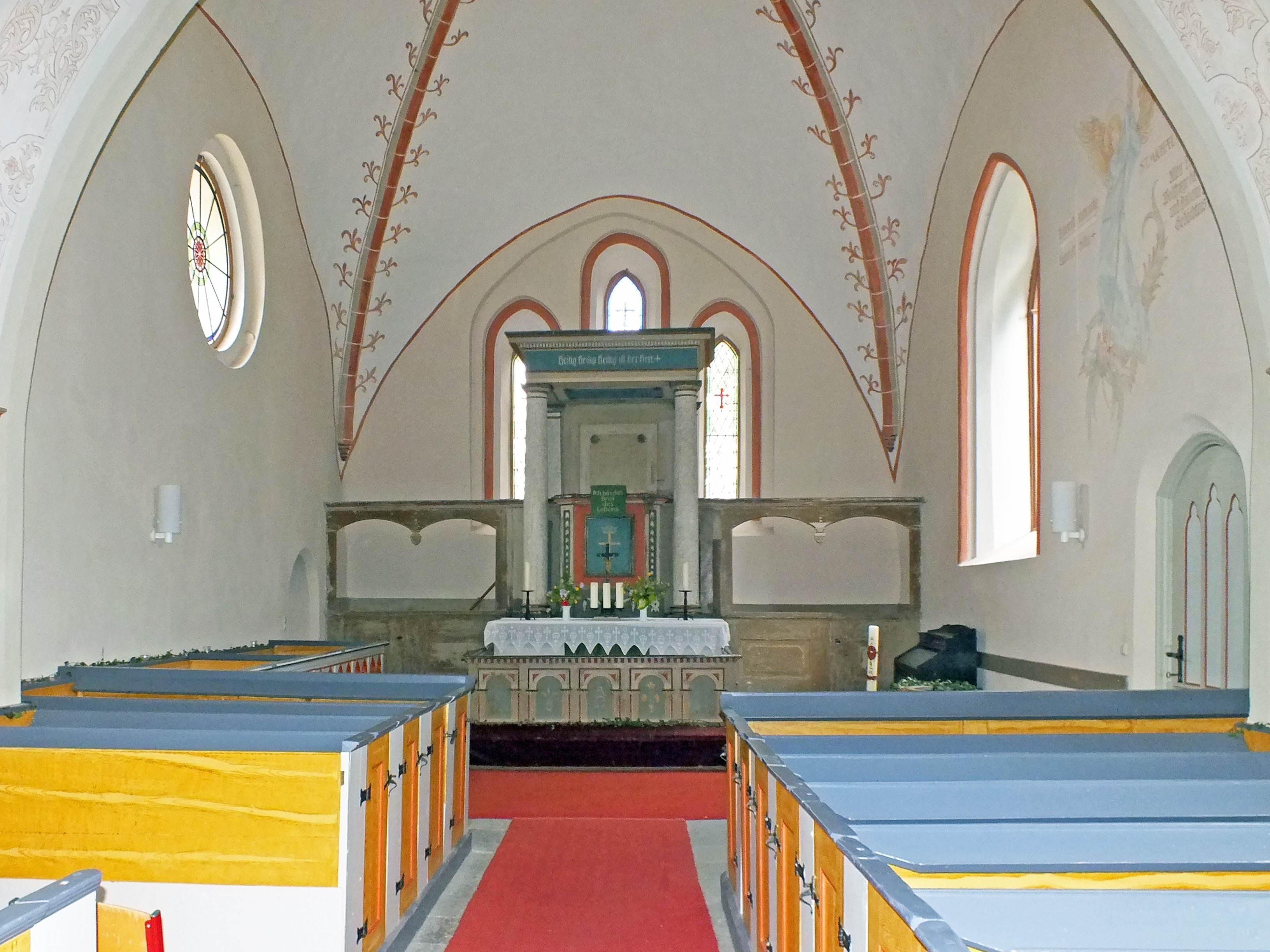
Chorraum mit Altar

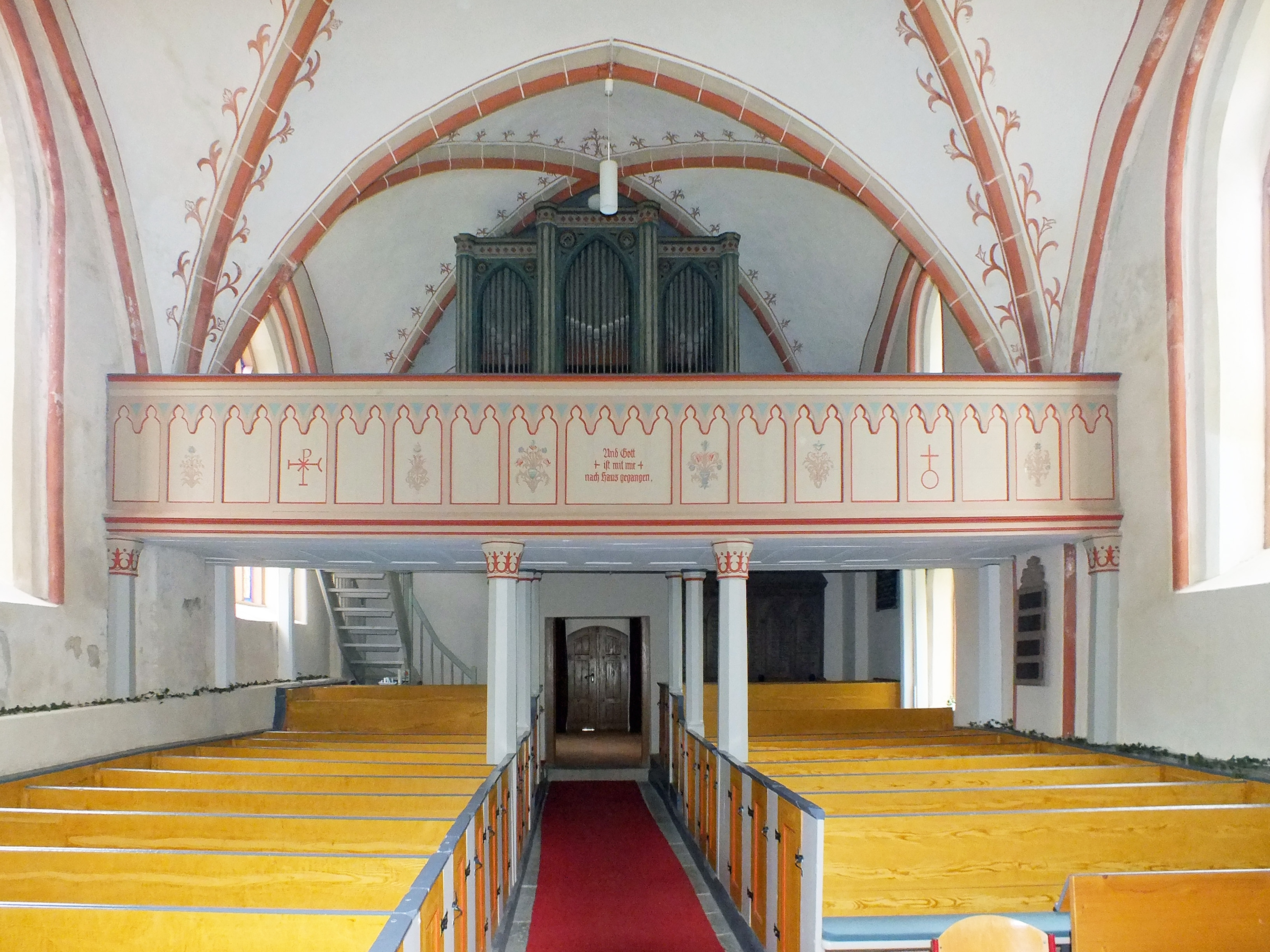
Orgelempore

Im Innern verfügt das Kirchenschiff über ein Kreuzrippengewölbe mit Birnstabrippen, das mit Krabben und Rankenwerk ausgemalt wurde. Der breite Triumphbogen ist ornamental mit naturalistischen Blattmotiven ausgemalt, die auf eine mittig aufgemalte Friedenstaube zuführen. Der Chor ist mit einem hochansteigenden Domikalgewölbe ausgestattet, das mit kräftigen, genasten Rundstabrippen gestaltet wurde. An seiner Südwand befindet sich ein Fresko, das den Erzengel Michael zeigt.  Er wird von dem Spruch „Leben ist nicht nötig / Lieben ist nötig“ zu seiner linken und „Allen Toten der Weltkriege da draußen und Daheim zum Gedächtnis“ zu seiner rechten umrahmt. Die Sakristei verfügt über ein kuppelförmiges Kreuzgewölbe.
Der Aufsatz auf dem mittelalterlichen, gemauerten Altar wurde 1798 von Johann Gottfried Quistorp, dem Lehrer Caspar David Friedrichs, gefertigt. Er wird von dem Trisagion, einem Lobhymnus an die göttliche Dreieinigkeit geziert: „Heilig, heilig, heilig ist der Herr [der Heere. Von seiner Herrlichkeit ist die ganze Erde erfüllt.]“ (Sanctus, Jes 6,3 ). Die Kanzel stand ursprünglich an einem seitlichen Mittelpfeiler und wurde Anfang des 18. Jahrhunderts versetzt. An der Nordwand des Kirchenschiffs erinnert eine Gedenktafel an die Gefallenen der Befreiungskriege, an der Westwand eine weitere Tafel an die Gefallenen aus dem Ersten Weltkrieg.
Die Altarschranken mit ihren Blendarkaden und kannelierten Pilastern stammen vermutlich aus dem 17. Jahrhundert, die Fünte ursprünglich aus dem Jahr 1800. Sie wurde um 2009 durch einen Neubau ersetzt. Das Juraten- und Kastengestühl wurde im 19. Jahrhundert angefertigt.
Die Orgel stammt aus der Werkstatt von Carl August Buchholz (1839). Sie wurde 1860 durch Friedrich Albert Mehmel um ein zweites Manual erweitert und 1954 durch Barnim Grüneberg (1914–1964) aus Greifswald klanglich umgestaltet. Der neugotische Prospekt ist durch polygonale Türmchen dreiteilig gegliedert. Das Instrument steht auf einer hölzernen Empore, dessen Blenden mit christlichen Symbolen und der Inschrift: „Und Gott ist mit mir nach Haus gegangen“ verziert sind.
Das Geläut der Kirche besteht aus zwei Glocken, die ältere von 1888 und die jüngere von 1927.
In der Turmhalle befindet sich eine Grabplatte aus Kalkstein des Pastors Henning Möller, der 1780 starb. Sie ist mit einem Totenschädel und zwei Putten verziert, die eine Krone halten. Vor der Südwand des Kirchenschiffs liegen die Grabplatten von Carl Johann und Michael Gadke, die 1818 starben. An der Nordseite steht ein Grabkreuz von Theodor Ziemssen (1777–1843), der 1806 die Pfarrei in Hanshagen übernahm. An der nordwestlichen Wand der Turmvorhalle ist ein Vers aus dem Evangelium nach Johannes angebracht: „In der Welt habt ihr Angst, aber seid getrost / ich habe die Welt überwunden. Ev. Joh 16“ ((Joh 16,33 )). Die südwestliche Wand zitiert aus dem Brief an die Hebräer: „Dem Menschen ist gesetzt, einmal zu sterben, + / dernach aber das Gericht. Ebr. 9 v 27.“